# Aemidioides
Aemidioides là một chi bọ cánh cứng trong họ 
Elateridae.
Chi này được miêu tả khoa học năm 1922 bởi Fleutiaux.

## Các loài
Chi này có các loài:
- Aemidioides rohanchaboti Fleutiaux, 1922